# Румунська футбольна федерація
Румунська футбольна федерація (рум. Federaţia Română de Fotbal) — організація, що здійснює контроль і управління за футболом Румунії. Штаб-квартира розташована в Бухаресті. Федерація заснована 1909 року, до ФІФА увійшла 1923 року, до УЄФА — 1954.

## Змагання
Футбольна федерація веде контроль за такими змаганнями:
- Ліга I
- Ліга II
- Ліга III
- Кубок Румунії з футболу
- Суперкубок Румунії з футболу
- Плей-оф за підвищення у Лігу І, Лігу ІІ та Дігу ІІІ
- Змагання з футзалу